# Bartolomeo Frigerio
Bartolomeo Frigerio (1585 - 13 de novembro de 1636) foi um prelado católico romano que serviu como bispo de Venosa (1635-1636).

## Biografia
Bartolomeo Frigerio nasceu em Ferrara, na Itália, em 1585.
No dia 17 de setembro de 1635, foi nomeado Bispo de Venosa pelo Papa Urbano VIII. A 23 de setembro de 1635, foi consagrado bispo por Francesco Maria Brancaccio, Cardeal-Sacerdote de Santi XII Apostoli, com Alessandro Suardi, Bispo de Lucera, e Sigismondo Taddei, Bispo de Bitetto, servindo como co-consagradores.
Serviu como Bispo de Venosa até à sua morte a 13 de novembro de 1636.